# Jean-Paul Villain
Jean-Paul Villain (ur. 1 listopada 1946 w Dieppe) – francuski lekkoatleta, długodystansowiec, mistrz Europy z 1971.
Specjalizował się w biegu na 3000 metrów z przeszkodami. Wystąpił w tej konkurencji na igrzyskach olimpijskich w 1968 w Meksyku i zajął w finale 9. miejsce. Na mistrzostwach Europy w 1969 w Atenach był na tym dystansie piąty.
Zwyciężył w biegu na 3000 metrów z przeszkodami na mistrzostwach Europy w 1971 w Helsinkach, wyprzedzając Dušana Moravčíka z Czechosłowacji i Pawła Sysojewa ze Związku Radzieckiego. Ustanowił wówczas rekord Francji (8:25,2). Powtórzył ten sukces na igrzyskach śródziemnomorskich w 1971 w Izmirze. Na igrzyskach olimpijskich w 1972 w Monachium zajął 11. miejsce w finale tej konkurencji. Odpadł w eliminacjach biegu na 3000 metrów z przeszkodami na mistrzostwach Europy w 1974 w Rzymie. Zajął 4. miejsce w tej konkurencji na igrzyskach śródziemnomorskich w 1975 w Algierze. Na igrzyskach olimpijskich w 1976 w Montrealu odpadł w eliminacjach na tym dystansie. 
Jean-Paul Villain był mistrzem Francji w biegu na 3000 metrów z przeszkodami w  latach 1969–1971 i 1976, wicemistrzem w tej konkurencji w 1968, 1972, 1973 i 1974 oraz brązowym medalistą w 1966 i 1975. 
Trzykrotnie poprawiał rekord Francji w biegu na 3000 metrów z przeszkodami, doprowadzając go do wspomnianego wyniku 8:25,2 (15 sierpnia 1971 w Helsinkach).